# イワトビペンギン属
イワトビペンギン属（イワトビペンギンぞく、Eudyptes）は、ペンギン目ペンギン科に分類される属。別名マカロニペンギン属。模式種はミナミイワトビペンギン。南極半島から亜南極、ニュージーランドにかけての島嶼に分布する。いずれの種も頭部に飾り羽を持ち、虹彩が赤い。

## 分類
属名Eudyptesは古代ギリシア語のeu（良い、優れた）とdūtes（潜水者）に由来し、「優れた潜水者」の意。
以下の現生種の分類・英名は、IOC World Bird List (v13.2) に従う。和名は山階 (1986) に準拠するが、分類が変更された種（2種に分かれたイワトビペンギンとマカロニペンギンの亜種とされていたロイヤルペンギン）についてはド・ロイほか (2014) に従った。 
- Eudyptes chrysocome ミナミイワトビペンギン Southern rockhopper penguin
- Eudyptes chrysolophus マカロニペンギン Macaroni penguin
- Eudyptes moseleyi キタイワトビペンギン Northern rockhopper penguin
- Eudyptes pachyrhynchus キマユペンギン Fiordland penguin
- Eudyptes robustus ハシブトペンギン Snares penguin
- Eudyptes schlegeli ロイヤルペンギン Royal penguin
- Eudyptes sclateri マユダチペンギン Erect-crested penguin